# エレファンティネ島

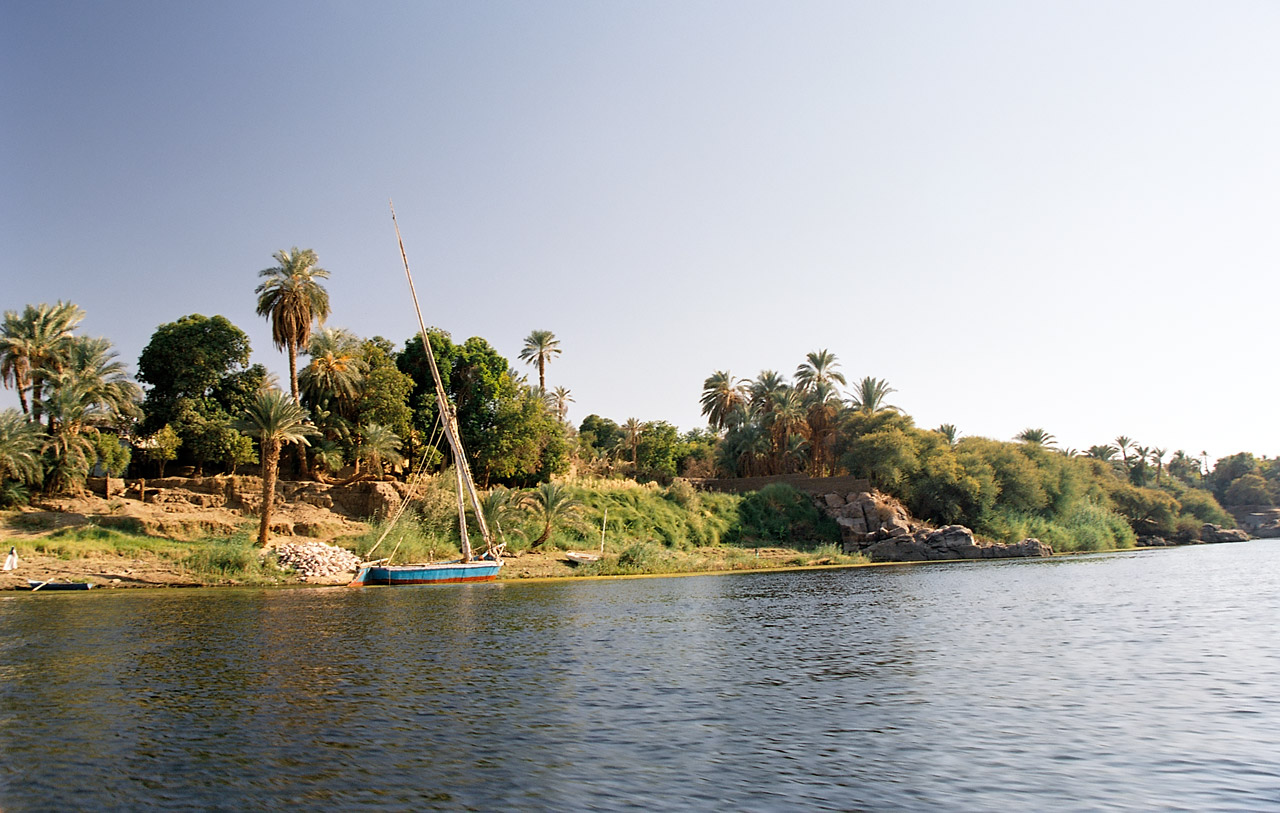
エレファンティネ島西岸

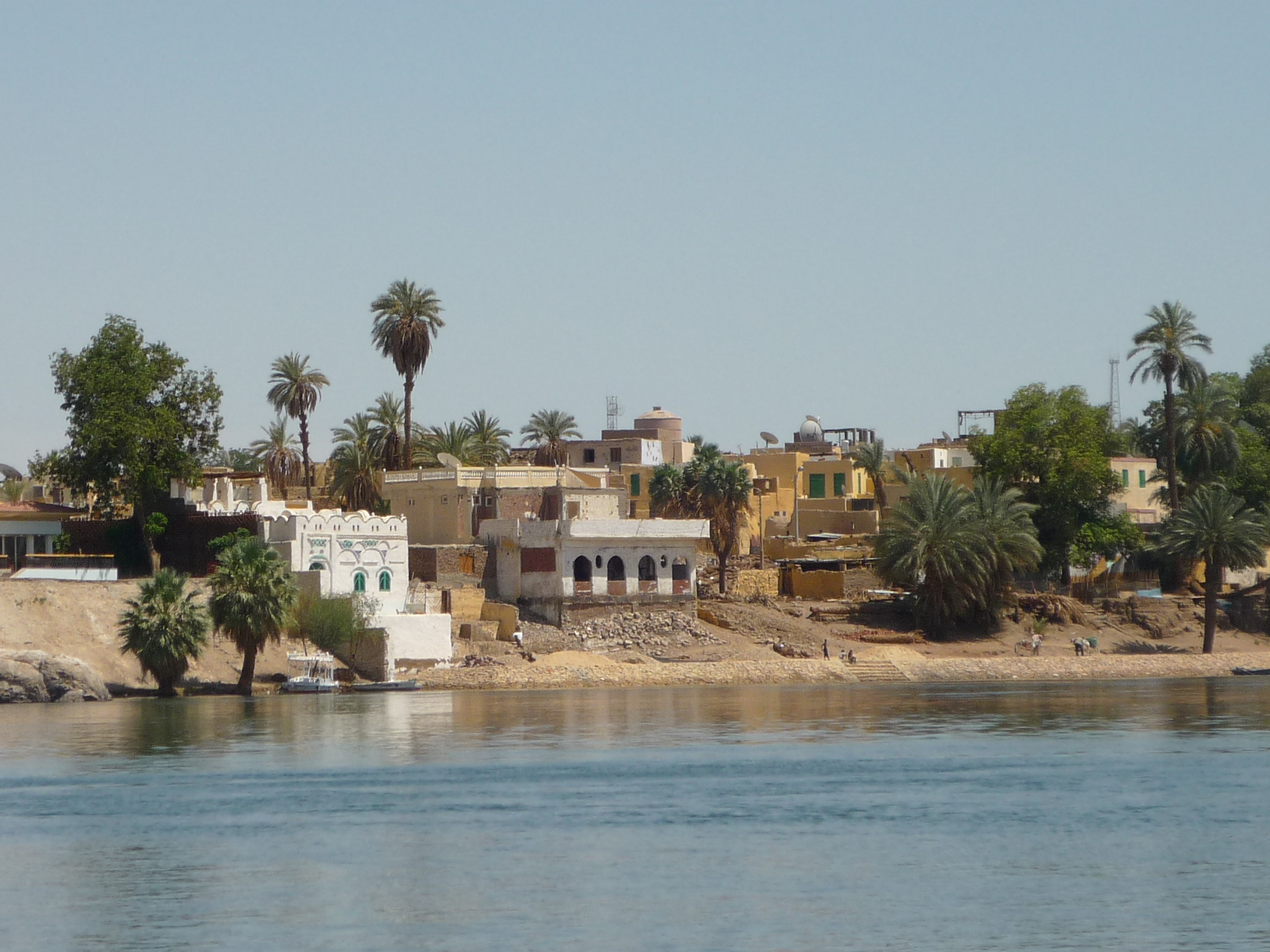
ナバータート島（キッチナー島）から見たエレファンティネ島のヌビア人の村

エレファンティネ島（ギリシャ語: Νησί Ελεφαντίνη, ラテン文字転写: Nēsí Ēlephantínē、アラビア語: جزيرة الفنتين, ラテン文字転写: Gazīrat il-Fantīn）は、ナイル川の下流域にある川中島である。東側の対岸にアスワンの町がある。島の南端部には、主に新王国時代に建てられたクヌム神殿遺跡やナイロメーターの遺跡がある。なお、現地ではアスワーン島（Jazīrat Aswān）が正式な名称である。
エレファンティネ島はナイル川の第1急湍を構成する無数の島や岩礁の1つであり、当該第1急湍の北端に位置する。古代エジプトの地理概念では、エレファンティネ島が上エジプトの南端であり、第1急湍を越えてナイル川をさかのぼるとそこは「ヌビア」と呼ばれる地域であった。また、エレファンティネ島には上エジプト第1行政区（ノモス）の州都が置かれた。

## 地理
エレファンティネ島はエジプトの南部に位置するナイル川の中洲となる島である。南西から北東に長い島であり、ナイル川の第1急湍（カタラクト、英: cataract）の終端部を構成している。島の西側には、島全体が植物園になっているナバータート島（キッチナー島）がある。南側には無数の小島や岩礁が浮かんでおり、東側の対岸にはアスワンの中心市街がある。アスワンはもともとエレファンティネ島に従属する集落に過ぎなかったが、現在は都市化が進み、エレファンティネ島をその行政区の1つに取り込んでいる。
エレファンティネ島は観光業が盛んである。アスワンから島に橋は架かっていないが、渡し船やファルーカと呼ばれる三角帆の小型船に乗りナイル川を渡河できる。主要な観光資源としては、島の南端にあるクヌム神の神殿跡のほか、サテト神殿、アスワン博物館、パームヤシの木で囲まれた2つの「ヌビア人の村」、アスワン・ダム建設以前のヌビア人の日常生活を紹介するアニマリア博物館などがある。島の北端部には大きなホテルがある。

## 地名
エレファンティネ島の歴史はきわめて古く、古代エジプトの古王国の時代から島には町が存在していた。ファラオの時代の島の古名は、アブウ(Abu, Abw, Abou, Yebu, Yeb) と記載されている。島の名前はヒエログリフでおよそ右掲表のように表される。ヒエログリフの転写方式には種々のものがあるが、Unicode（ユニコード）に基づいて転写（音訳）すると ȝbw になる。島の名前 ȝbw は古代エジプト語で「ゾウ（象）」あるいは「象牙」を意味する。読み方は中エジプト語では /ɫibu:/ と発音し、後期エジプト語では /ʔibu:/ と変化した。「象牙の島」という名称から推測するに、エレファンティネ島は遥か南のサヘル地方で産出される象牙の取引所として重要な場所であったと捉えられる。別の説では、島はゾウから身を守る場所として、それを意味するギリシア語の単語エレファス（ελέφας) が古代における島の名前であったとする。
英語圏やフランス語圏などで広く通用している “Elephantine” の名称は、上述のように古代エジプト語でゾウ、象牙を意味する「アブウ」を古代ギリシア語に意訳した “Ελεφαντίνη” に由来する。

## 歴史
古王国時代エジプトにおいてエレファンティネ島は「南への扉」という別名で知られており、「エジプト」という国ないし地域の南限であると考えられていた（この島より南は「ヌビア」という別の国ないし地域）。島の南部には、紀元前4000年前からスント（Sount）という城が築かれていた。スントには「浮く町」という意味がある。古代王国は、この街を税関として、また南の国との交易の場所として利用していた。長年続けてられている発掘によると、古王朝時代のエレファンティネ島は、日干し煉瓦の壁で囲われていたことがわかった。また、島には居住区のほかに、当該地域の地方長官の住むところや、倉庫区、サテト神を祀った聖所があった。当該聖所は、最も古いところで第6王朝までさかのぼることができた。島ではまた、小規模な階段ピラミッドであった可能性もある石切場の遺構も見つかった。この遺構が階段ピラミッドであった場合、それはスネフェルにより興された第4王朝により建造された一連の記念碑の一つと考えられる。なお、当該一連の記念碑は第3王朝のフニの頃から建造されている。これらエレファンティネ島の建築物は、エジプト古王国に多くの巨大ピラミッドが建造された時代よりもずっと前から、絶え間無く建造されており、また、修理し続けられていた。すべて段数は3段以下ではあるが、辺境において王権を確かに示す機能があったと見られる。

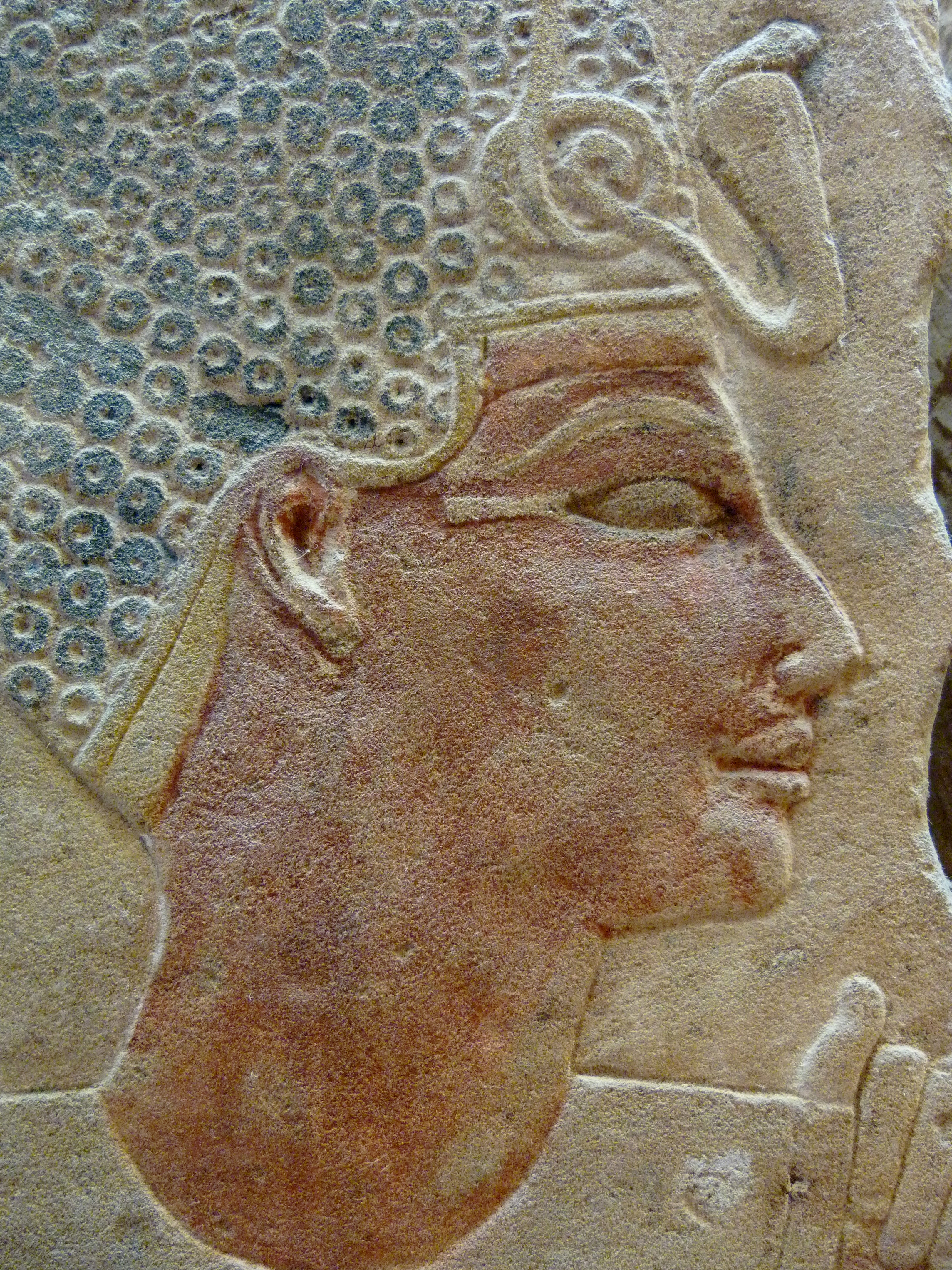
エレファンティネ島のサテト女神の神殿にあったファラオのレリーフ。ルーヴル美術館蔵。

エレファンティネ島には第11王朝と第12王朝のレリーフがあるため、エジプト中王国時代にも記念碑が建てられたことが判明している。エジプトがヌビアを属領とした中王国時代には、ヌビアを支配するための行政庁がエレファンティネ島に置かれた。
エジプト新王国時代にもエレファンティネ島には数多くの神殿が建てられることになる。新王国時代の神殿がクヌムに捧げられた神殿である。その周りには、ハトシェプストとトトメス3世の時代に建てられたアヌケト神に捧げられた神殿と、神殿と同じ様式でアメンホテプ3世の頃に建てられた商業施設が配置された。時と共に街は大きくなり、ナイル川を越えて東側に拡がった。このナイル東岸の街は、のちにシュエネ（アスワンの古称）になった。
ネクタネボはクヌム神殿の修復をした。クヌムはナイル川の源流を守る神であり、急流の主である。クヌムの従神、アヌケトとサテトの神殿もまた、ネクタネボにより修復された。
プトレマイオス朝エジプトの時代には、エレファンティネ島と東岸シュエネを合わせた町はますます発展した。この頃、島の南岸にイシスを祀る神殿が建てられた。有名なエレファンティネ島のナイロメーターはこのイシス神殿のものである。なお、エレファンティネ島のナイロメーターの存在はよく知られているが、当時ナイル川に面したエジプトの神殿はどこも1つはナイロメーターを備えていた。
トトメス3世とアメンホテプ3世の神殿は、19世紀まで見ることができたが、近代エジプトにおける工業化の必要性から、完全に取り壊されることになった。20世紀初頭にエレファンティネ島で発掘調査が行われ、古代ペルシアの統治下にあった時代（第31王朝）のアラム語のパピルスが大量に見つかった（エレファンティネ文書）。これによると、紀元前6世紀までエレファンティネ島にはユダヤ人のコロニーがあり、クヌム神殿のそばに YHWH を祀る大きな神殿があったことがわかった。

## 周辺の遺跡

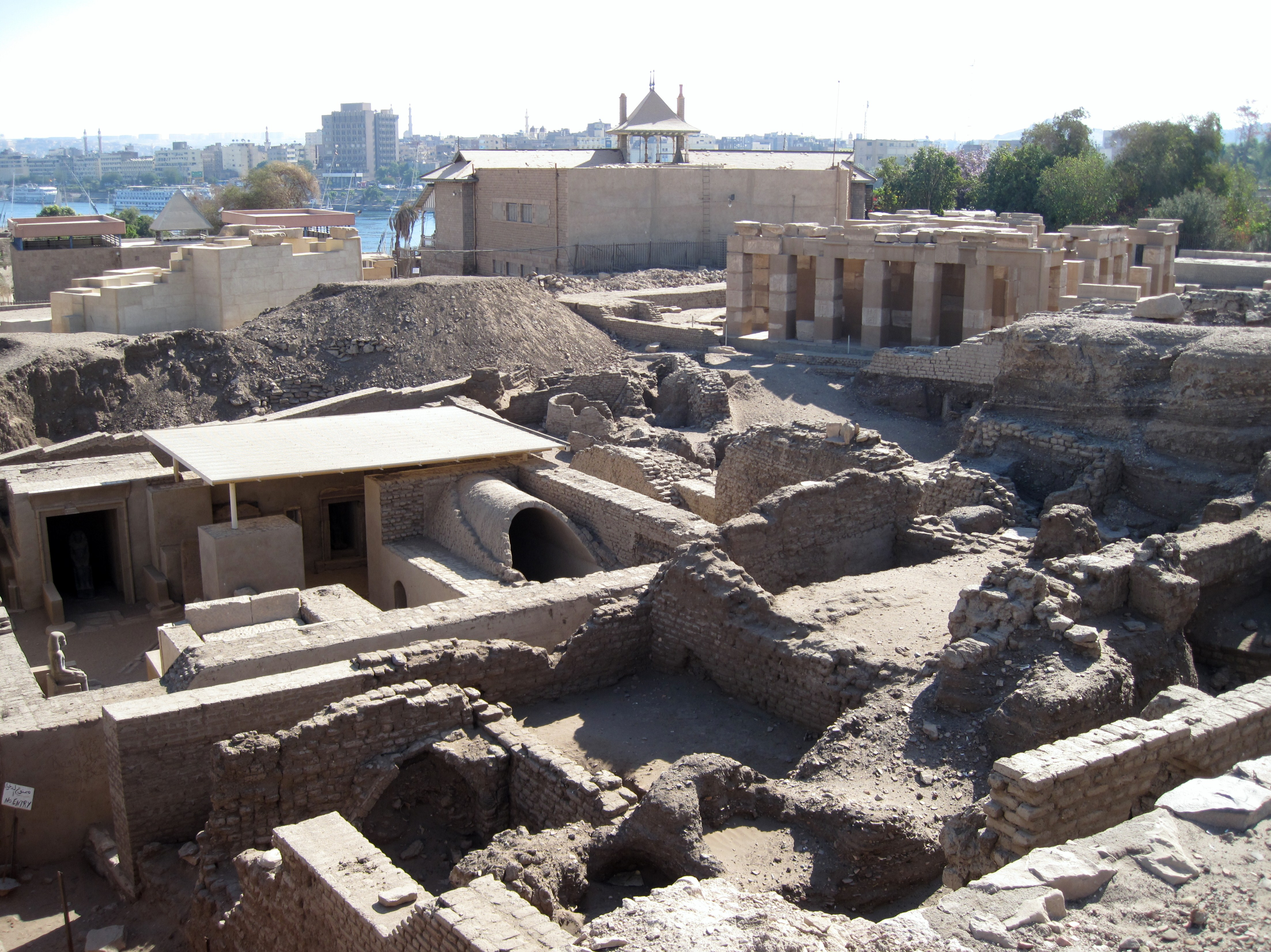
エレファンティネ島にある遺跡

初期の王朝の頃から、エレファンティネ島は「ノマルケス」（νομάρχης 〈nomarchēs〉あるいはヘリー・テプ・アー）という地方長官が支配することになっており、古王国（第6王朝）から中王国（第12王朝）までの時代の地方長官の墓が、島の東側の対岸に面した土手の斜面に作られている。この墓所は「クベット・エル＝ハワ」と呼ばれ、発掘調査がされている。
このノマルケスの墓所は、洞窟内にある地下墳墓である。第6王朝のメク (no 25) とサブニ (no 26) の二重墓のように、柱や支柱で支えられた非常に広い部屋もある。第12王朝のサレンプウト1世の墓も広く、ベニー・ハサン村にある、彼が代理人を務めた王たちの墓に劣らないくらいである。墓には番号が付されており、サレンプウト1世の墓 (no 36)、ペピナクト・ヘカイブ (no 35d) 、サレンプウト2世 (no 31) である。ナイル川の土手からクベット・エル＝ハワに向かって、浮き彫りで飾られた参道が作られている。夜間はアスワンの町から見えるように参道が照明で照らされる。
クベット・エル＝ハワの西、ナイル川から2キロメートルの小高くなった場所に聖シメオン修道院 (Deir Amba Samaan) がある。この修道院はエジプトがキリスト教化された時代の重要な遺跡の1つである。修道院は、高さ6-7メートルの壁で囲まれており、要塞化されている。壁は下の方が石でできていて上にレンガが積まれている。この修道院は紀元8世紀に建てられたエジプトで最も大きい修道院の1つである。壁の内側に入ると、高さの異なる3段のテラス状の敷地がある。最下段のテラスには3つのネフを有する教会が建っている。教会の建物は堂宇のほかは修道士が寝泊まりする部屋になっている。他のテラスには、料理をしたり買い物をしたりするための施設があり、屋台やオリーブを絞る施設もある。修道院は紀元12世紀には遺棄されたものとみられる。